# Občanská demokratická aliance
Občanská demokratická aliance (zkratka ODA) byla česká středopravicová konzervativně liberální politická strana, fungující mezi lety 1990 až 2007. Vznikla krátce po sametové revoluci, sehrála důležitou roli v rámci Občanského fóra a později Čtyřkoalice. Jejím zakládajícím předsedou byl Pavel Bratinka, zanikla pod předsednictvím Jiřiny Novákové. Na evropské úrovni byla členkou Evropské liberální, demokratické a reformní strany.

## Vznik a historie strany
Počátky Občanské demokratické aliance sahají až do roku 1978, kdy Daniel Kroupa založil seminář pro mladé filosofy nazvaný Kampademia. Zastřešující organizací této skupiny se stalo Hnutí za občanskou svobodu (zkracováno HOS), založené 15. října 1988. V Hnutí za občanskou svobodu se vytvořila dvě významná křídla: budoucí jádro Občanské demokratické aliance kolem Pavla Bratinky a Daniela Kroupy; a budoucí jádro Křesťansko-demokratické strany kolem Václava Bendy. ODA se od KDS rozlišovala takto: „V ODA byli lidé, kteří uznali křesťanské hodnoty za natolik posvátné, že odmítli jejich zatahování do politických her. Politicky však nebyl nikdo nikdy bližší ODA než KDS.“
Občanská demokratická aliance vznikla ještě v podzimních dnech roku 1989, oficiálně zaregistrovaná ministrem vnitra byla na jaře roku 1990. Jejím zakládajícím předsedou byl Pavel Bratinka. Zpočátku působila v rámci Občanského fóra, jehož byla nejpravicovější složkou. Od roku 1990 byli její představitelé v čele nově vzniklého Ministerstva pro správu národního majetku a jeho privatizaci a pak Fondu národního majetku, zatímco představitelům budoucí ODS bylo ponecháno Ministerstvo financí, vliv na veškerý finanční majetek, jeho toky, banky a finanční instituce, úvěrovou a dotační politiku a pak Ministerstvo hospodářství.
Po zániku hnutí Občanského fóra působila ODA samostatně. Ve volbách se obtížně prosazovala v konkurenci s ideově příbuznou Občanskou demokratickou stranou. Obě strany oslovovaly zhruba stejnou skupinu voličů, ODA se tedy od ODS pokoušela distancovat v aspektech občanské společnosti či regionální politiky, byla však vnímána pouze jako jakási ODS s lidskou tváří. Nejvýrazněji se strana vymezovala proti tehdejšímu předsedovi ODS Václavu Klausovi.
V roce 1992 se samostatně účastnila voleb jak do Federálního shromáždění, tak do České národní rady. Zatímco ve volbách do Federálního shromáždění neuspěla ani v jedné komoře, do České národní rady se dostala a obsadila zde 14 mandátů. Programově do voleb 1992 strana zastávala z českých politických stran nejtvrdší stanovisko ke státoprávnímu uspořádání. Požadovala dohodu se slovenskou politickou reprezentací na federativním základu, nebo žádala cestu jednostranného vystoupení České republiky z ČSFR. Společně s Občanskou demokratickou stranou, Československou stranou lidovou (dnes KDU-ČSL) a Křesťanskodemokratickou stranou zasedla Občanská demokratická aliance ve vládě České republiky (První vláda Václava Klause). Po rozdělení Československa se tato vláda stala vládou nezávislé České republiky. Na místní úrovni získala po komunálních volbách v roce 1994 ODA post starosty či primátora v osmi okresních městech (Český Krumlov, Jeseník, Hradec Králové, Chomutov, Mladá Boleslav, Opava, Tábor, Uherské Hradiště).
Fungování strany bylo silně ovlivněno mnoha skandály především finančního rázu. Naposledy se ODA sama účastnila voleb v roce 1996, kdy se rovněž dostala s 13 mandáty jako nejmenší strana do Poslanecké sněmovny. Po uzavření staronové koalice s ODS a KDU-ČSL se stala nejmenší stranou v druhé Klausově vládě. Po skandálech s financováním ODS však ministři za ODA podali na podzim roku 1997 demisi, následovanou vládní krizí. Členové ODA zasedli ještě v úřednické vládě Josefa Tošovského, ale po předčasných volbách v roce 1998 z Poslanecké sněmovny vypadli, jelikož se jich neúčastnili.
O něco úspěšnější byla ODA v Senátu, již v roce 1996 získala sedm senátorů (mezi nimi budoucí ministr kultury Václav Jehlička, zástupkyně ombudsmana Jitka Seitlová či prezidentská kandidátka Jaroslava Moserová). Po roce 1998 uzavřela ODA společně s dalšími středopravicovými stranami (KDU-ČSL, Unie svobody a Demokratická unie) tzv. Čtyřkoalici, oponující stranám tzv. Opoziční smlouvy. Pro její dluh však byli členové ODA vyškrtnuti z kandidátek Čtyřkoalice do voleb v roce 2002, což znamenalo faktický zánik Čtyřkoalice a od té doby již ODA fakticky pouze přežívala. Ze senátorů jí zbyl jediný – Karel Schwarzenberg. V prosinci roku 2007 si strana sama odhlasovala zánik k 31. prosinci téhož roku. Strana však nezanikla, byla zahájena její likvidace, která trvala až do roku 2016. Likvidátorem strany byl Jaromír Mário Císař, její místopředseda od roku 2002.
Před volbami v roce 1992 si strana půjčila 42 mil. Kč od Československé obchodní banky a Živnostenské banky. V roce 1995 byl dluh, tehdy již ve výši 52 mil. Kč, převeden na Kreditní a průmyslovou banku, v roce 1996 na Českou pojišťovnu. V roce 2002 podnikatel Radim Mastný pohrozil, že dluh od pojišťovny koupí a pošle stranu do konkursu. Členové strany mezi sebou vybrali 12 mil. Kč, nesplacenou část pohledávky ve výši 28 mil. Kč pojišťovna převedla na Nadaci vzdělávacích programů (dnes Nadace Soteria), kterou ovládala rodina Romana Češky. Strana následně nadaci posílal část svých příjmů a to i v době likvidace.

### Integrace a dělení
Již v roce 1991 bylo zvažováno sloučení s Klubem angažovaných nestraníků, z něhož nakonec sešlo. V roce 1992 do strany vstoupilo křídlo zaniklé Liberálně demokratické strany v čele s Viktorií Hradskou. V březnu 1998 stranu opustilo konzervativní křídlo strany v čele Ivanem Maškem a vytvořilo Stranu konzervativní smlouvy. K další spolupráci došlo mezi léty 1998 až 2001 s lidovci, unionisty a Demokratickou unií. Po zániku Čtyřkoalice se ještě uvažovalo o sloučení s Evropskými demokraty. Do voleb do Evropského parlamentu kandidovala v rámci Unie liberálních demokratů společně s Unií svobody – Demokratickou unií, Cestou změny a Liberální reformní aliancí.

### „Obnovení“
V roce 2016 založil stejnojmennou stranu podnikatel Pavel Sehnal. Dle svých slov značku ODA zvolil pro usnadnění komunikace apod. a bylo údajně také vypomoženo likvidátorovi původní ODA s likvidací původního subjektu. Jiní členové a zakladatelé původní ODA se však od „obnovené“ strany distancovali, například Daniel Kroupa. U zrodu strany stáli exprezident Václav Klaus a expremiér Petr Nečas.
Před volbami do Poslanecké sněmovny v roce 2021 změnila „obnovená” strana svůj název na Aliance pro budoucnost.

## Volební výsledky

### Sněmovna lidu Federálního shromáždění
| Volby | Hlasy      | Hlasy      | Mandáty | Mandáty | Pozice | Postavení |
| Volby | Abs.       | %          | Abs.    | ±       | Pozice | Postavení |
| ----- | ---------- | ---------- | ------- | ------- | ------ | --------- |
| 1990  | v rámci OF | v rámci OF | 6/150   | ▲       | ▲7.    | Vláda     |
| 1992  | 323 614    | 3,4        | 0/150   | ▼6      | ▼9.    | -         |

### Sněmovna národů Federálního shromáždění
| Volby | Hlasy      | Hlasy      | Mandáty | Mandáty | Pozice | Postavení |
| Volby | Abs.       | %          | Abs.    | ±       | Pozice | Postavení |
| ----- | ---------- | ---------- | ------- | ------- | ------ | --------- |
| 1990  | v rámci OF | v rámci OF | 6/150   | ▲       | ▲8.    | Vláda     |
| 1992  | 264 371    | 2,8        | 0/150   | ▼6      | ▼13.   | -         |

### Poslanecká sněmovna

Volební výsledky ve volbách do České národní rady 1992

Volební výsledky ve volbách do Poslanecké sněmovny 1996

| Volby | Hlasy          | Hlasy          | Mandáty | Mandáty | Pozice | Postavení |
| Volby | Abs.           | %              | Abs.    | ±       | Pozice | Postavení |
| ----- | -------------- | -------------- | ------- | ------- | ------ | --------- |
| 1990  | v rámci OF     | v rámci OF     | 11/200  | ▲       | ▲6.    | Vláda     |
| 1992  | 383 705        | 5,9            | 14/200  | ▲3      | ▲7.    | Vláda     |
| 1996  | 385 369        | 6,4            | 13/200  | ▼1      | ▲6.    | Vláda     |
| 1998  | neúčastnila se | neúčastnila se | 0/200   | ▼13     | ▼—     | —         |
| 2002  | 24 278         | 0,5            | 0/200   | ▬0      | ▲13.   | —         |

### Senát
| Volby | První kolo | První kolo | První kolo | Druhé kolo | Druhé kolo | Druhé kolo | Mandáty | V Senátu celkem | +/- |
| Volby | Hlasy      | %          | Pozice1    | Hlasy      | %          | Pozice1    | Mandáty | V Senátu celkem | +/- |
| ----- | ---------- | ---------- | ---------- | ---------- | ---------- | ---------- | ------- | --------------- | --- |
| 19962 | 222 319    | 8,1        | 5.         | 119 730    | 5,2        | 4.         | 7/81    | 7/81            | ▲ 7 |
| 1998  | 55 554     | 5,8        | 5.         | 52 857     | 9,8        | 4.         | 4/27    | 7/81            | ▬ 0 |
| 2000  | 14 020     | 1,6        | 6.         | 10 697     | 1,9        | 6.         | 1/27    | 8/81            | ▲ 1 |
| 2002  | 8 846      | 1,3        |            |            |            |            | 0/27    | 5/81            | ▼ 3 |
| 20033 | 1 096      | 5,5        | 7.         |            |            |            | 0/1     | 5/81            | ▬ 0 |
| 20044 | 11 085     | 1,5        | 8.         | 15 088     | 3,2        | 6.         | 1/27    | 2/81            | ▼ 3 |
| 2006  | 1 341      | 0,1        |            |            |            |            | 0/27    | 1/81            | ▼ 1 |

1 Podle pořadí získaných hlasů.

2 V roce 1996 byl zvolen celý Senát, jen třetina ale na plných 6 let.

3 Doplňovací volby v obvodě č. 12 – Strakonice.

4 Zahrnuje Karla Schwarzenberga, který byl jako člen ODA navržen Unií svobody - Demokratickou unií.

### Zastupitelstva krajů
| Volby | Hlasy               | Hlasy               | Mandáty | Mandáty |
| Volby | Abs.                | %                   | Abs.    | ±       |
| ----- | ------------------- | ------------------- | ------- | ------- |
| 2000  | v rámci Čtyřkoalice | v rámci Čtyřkoalice | 17/675  | ▲       |

### Zastupitelstva obcí
| Volby | Hlasy     | Hlasy | Mandáty   | Mandáty |
| Volby | Abs.      | %     | Abs.      | ±       |
| ----- | --------- | ----- | --------- | ------- |
| 1990  | 453       | 0,0   | 1/66551   | ▲       |
| 1994  | 9 748 434 | 7,6   | 782/62160 | ▲781    |
| 1998  | 1 373 831 | 1,8   | 228/62920 | ▼554    |
| 2002  | 227 017   | 0,3   | 49/62771  | ▼179    |
| 2006  | 43 965    | 0,0   | 7/62575   | ▼42     |

## Osobnosti ODA

### Předsedové strany
1. Pavel Bratinka (1989–1992)
2. Jan Kalvoda (1992–1997)
3. Michael Žantovský (1997)
4. Jiří Skalický (1997–1998)
5. Daniel Kroupa (1998–2001)
6. Michael Žantovský (2001–2002)
7. Jiřina Nováková (2002–2007)

### Další významní členové
- Roman Češka
- Vladimír Dlouhý
- Václav Jehlička
- Oldřich Kužílek
- Karel Kühnl
- Ivan Mašek
- Jaroslava Moserová
- Vlasta Parkanová
- Jiří Pospíšil
- Michal Prokop
- Karel Schwarzenberg
- Dušan Navrátil
- Radim Špaček
- Daniel Korte